# Tulipa sylvestris
Il tulipano selvatico (Tulipa sylvestris L.) è una pianta bulbosa appartenente alla famiglia delle Liliacee.

## Descrizione
La pianta ha 2 o 3 foglie lineari, lunghe 15 – 20 cm.
I fiori sono solitari, campanulati, leggermente ricurvi e hanno sei tepali ellittici lanceolati di colore giallo internamente e sfumati verso l'arancio all'esterno.

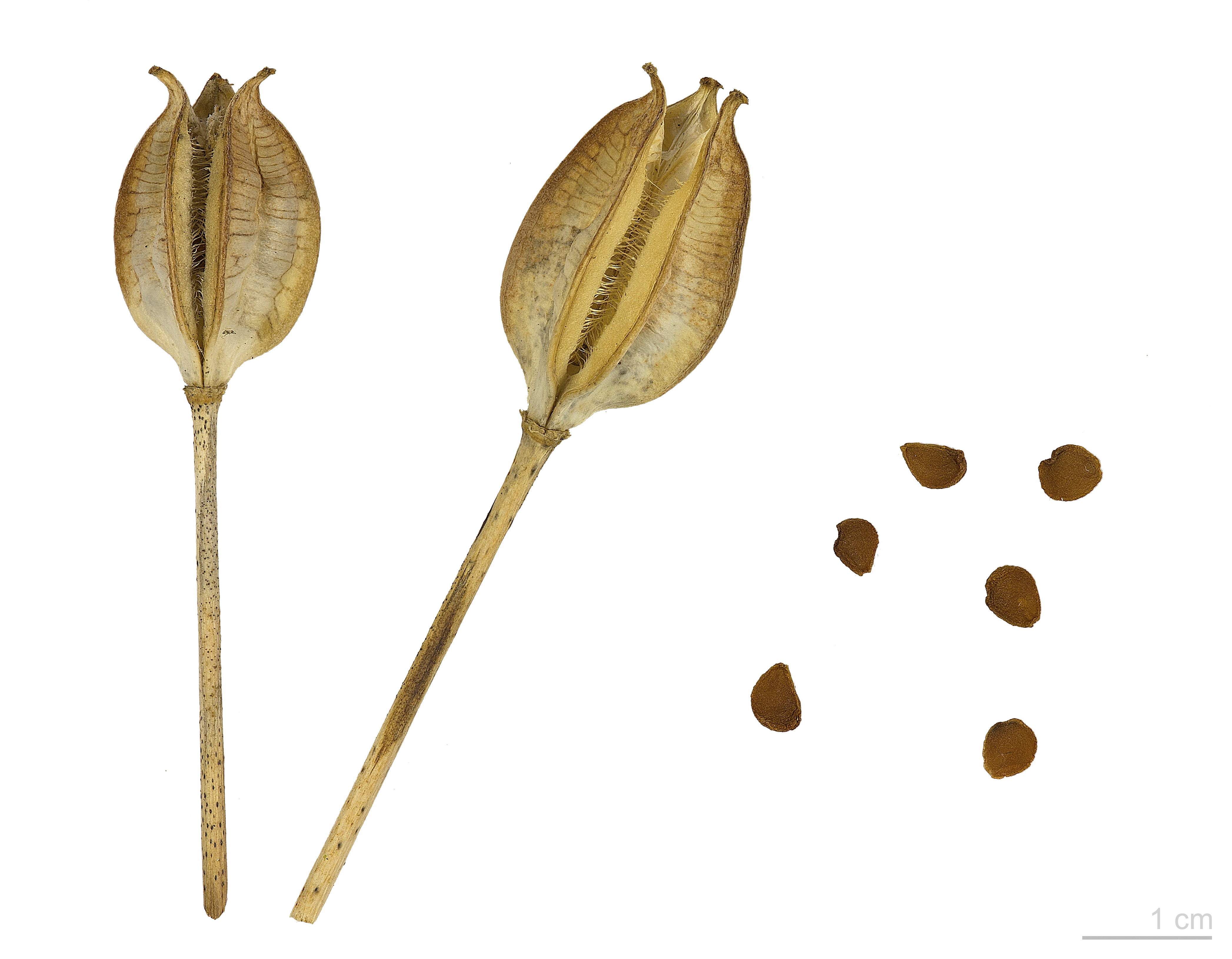
Frutti e semi

## Tassonomia
Sono note tree sottospecie:
- Tulipa sylvestris subsp. sylvestris - sottospecie nominale
- Tulipa sylvestris subsp. australis (Link) Pamp.
- Tulipa sylvestris subsp. primulina (Baker) Maire & Weiller